# Echinocereus rigidissimus
Echinocereus rigidissimus là một loài thực vật có hoa trong họ Cactaceae. Loài này được (Engelm.) F.Haage mô tả khoa học đầu tiên năm 1897.

## Hình ảnh

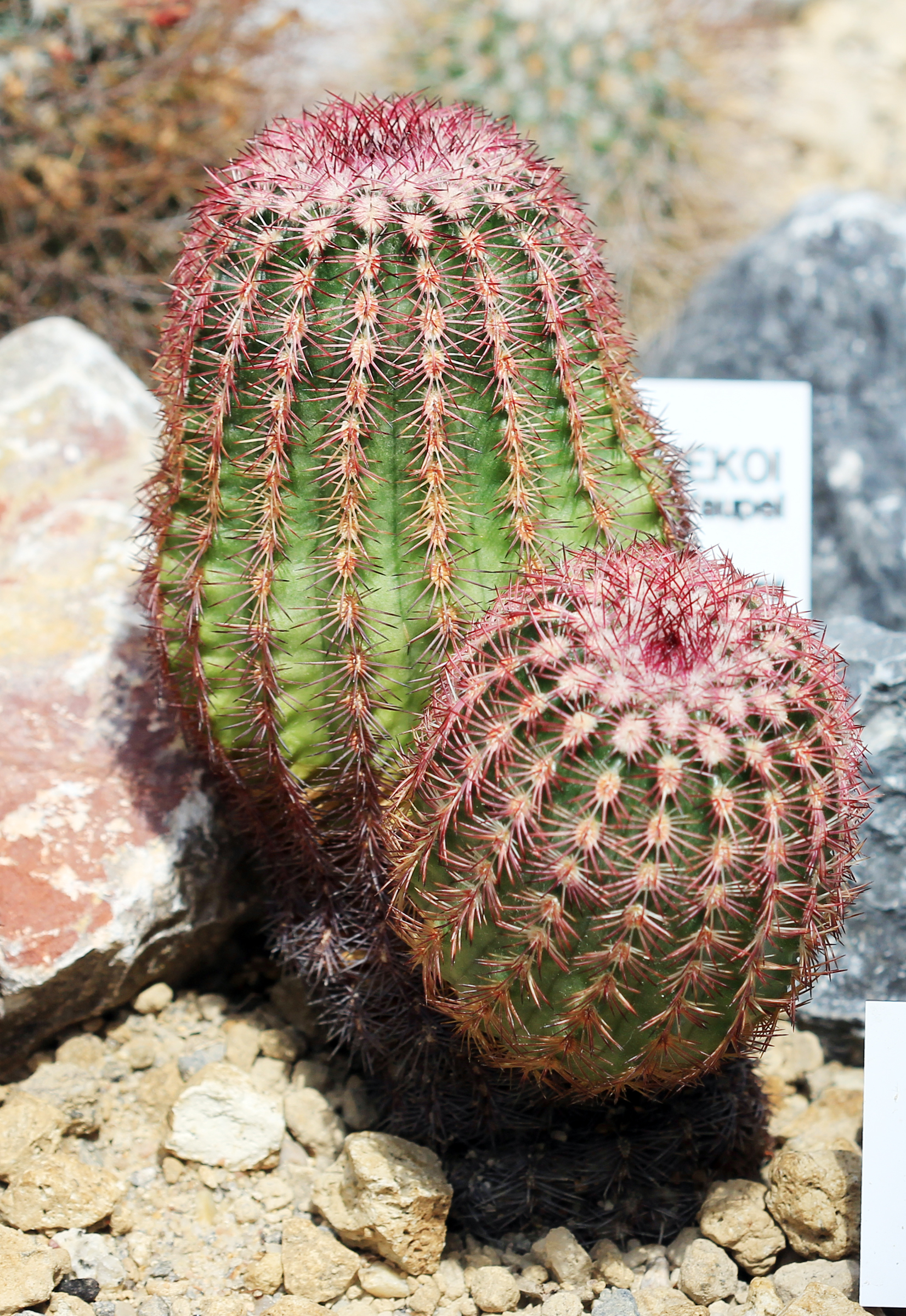
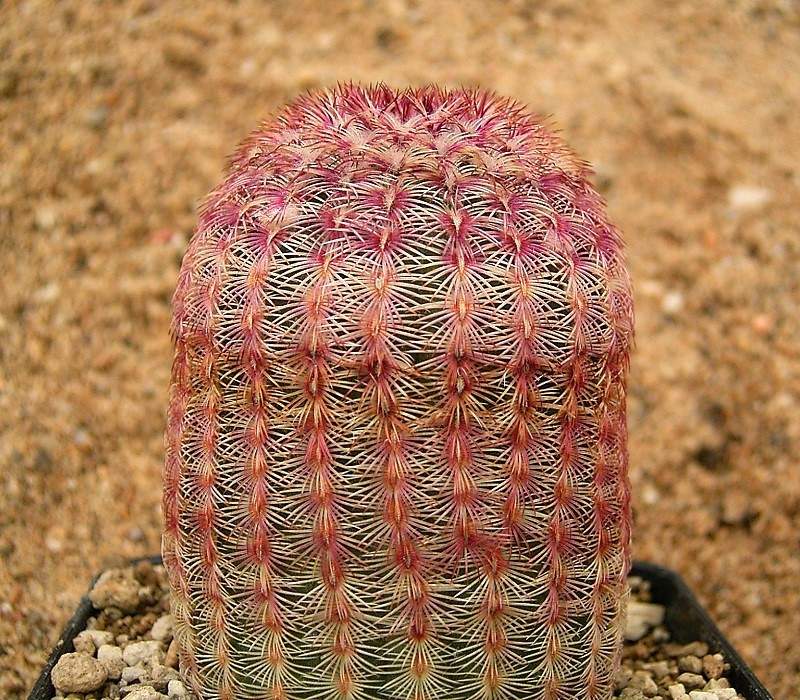
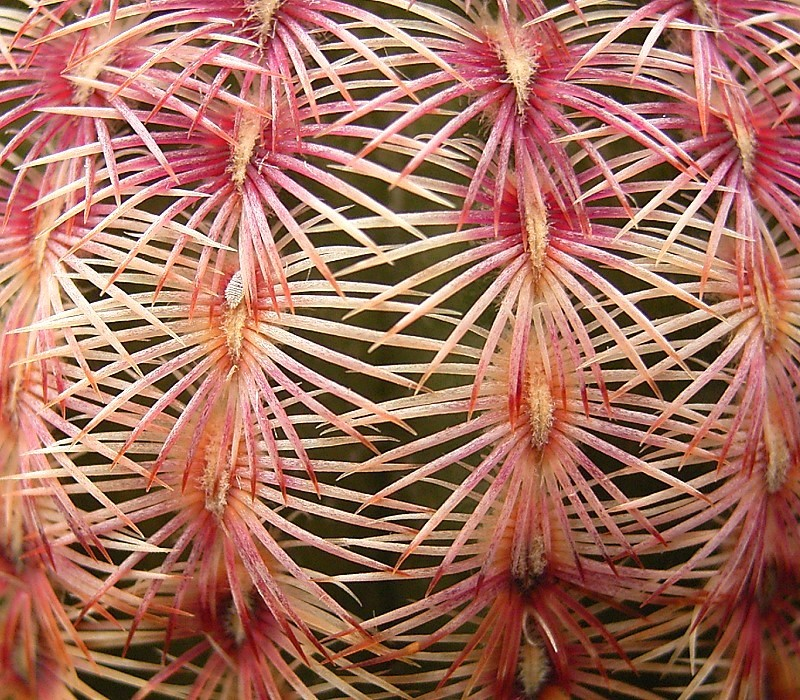